# Vidrio opalino

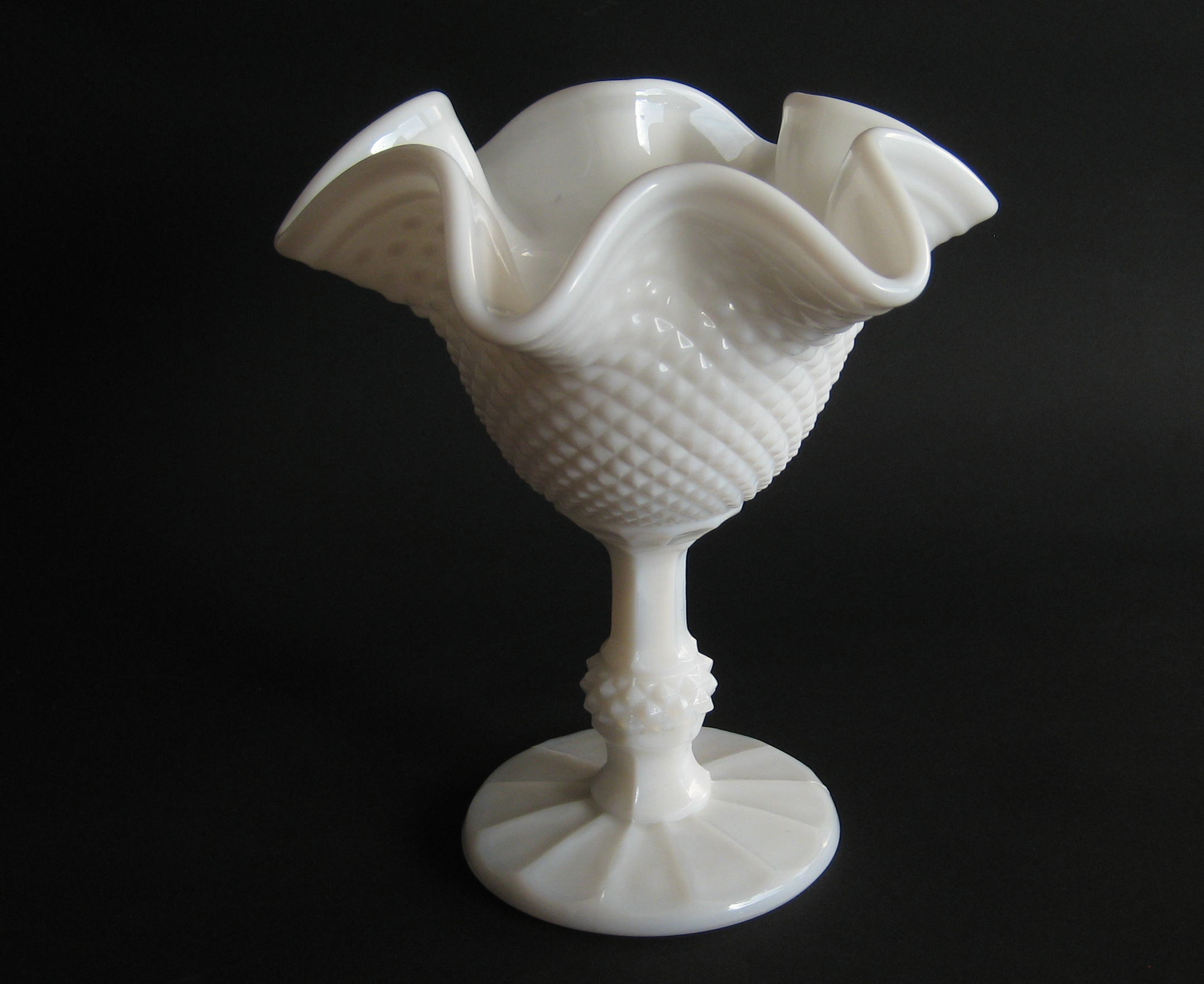
Copa de vidrio lechoso con pedestal decorativo

El vidrio opalino o vidrio lechoso (milk glass) es un vidrio opalescente o semitraslúcido, blanco lechoso o de color, soplado o prensado en una gran variedad de formas. Fabricado por primera vez en Murano en 1405 y popularizado en Venecia en el siglo XVI, se presenta en colores azul, rosa, amarillo, marrón, negro y blanco, que es el más popular y que le da nombre.

## Historia
Aunque se difundió mucho en la Venecia del siglo XVI en los colores azul, rosa, amarillo, marrón, negro y blanco, fue este último color el que gozó de más difusión por lo que los fabricantes de vidrio del siglo XIX le llamaron vidrio opaco blanco lechoso o "vidrio opalino", con la apariencia de la porcelana. El nombre de vidrio lechoso es relativamente reciente. El color blanco se logra mediante la adición de un opacificante; por ejemplo dióxido de estaño o ceniza de hueso.
Con este vidrio se fabrican vajillas decorativas, lámparas, jarrones, y joyería de fantasía, y fue muy popular durante la época fin de siècle a finales del siglo XIX. Algunas piezas realizadas para personas de gran nivel económico durante la Gilded Age son conocidas por su delicadeza y por su belleza de color y diseño, mientras que las piezas de vidrio depresión de los años 1930 y 40 son menos apreciadas.

## Colecciones
El vidrio lechoso tiene un número considerable de seguidores entre los coleccionistas, por lo que los productores de vidrio continúan fabricando tanto piezas originales como reproducciones de piezas populares de colección y modelos especiales.

## Fabricantes importantes

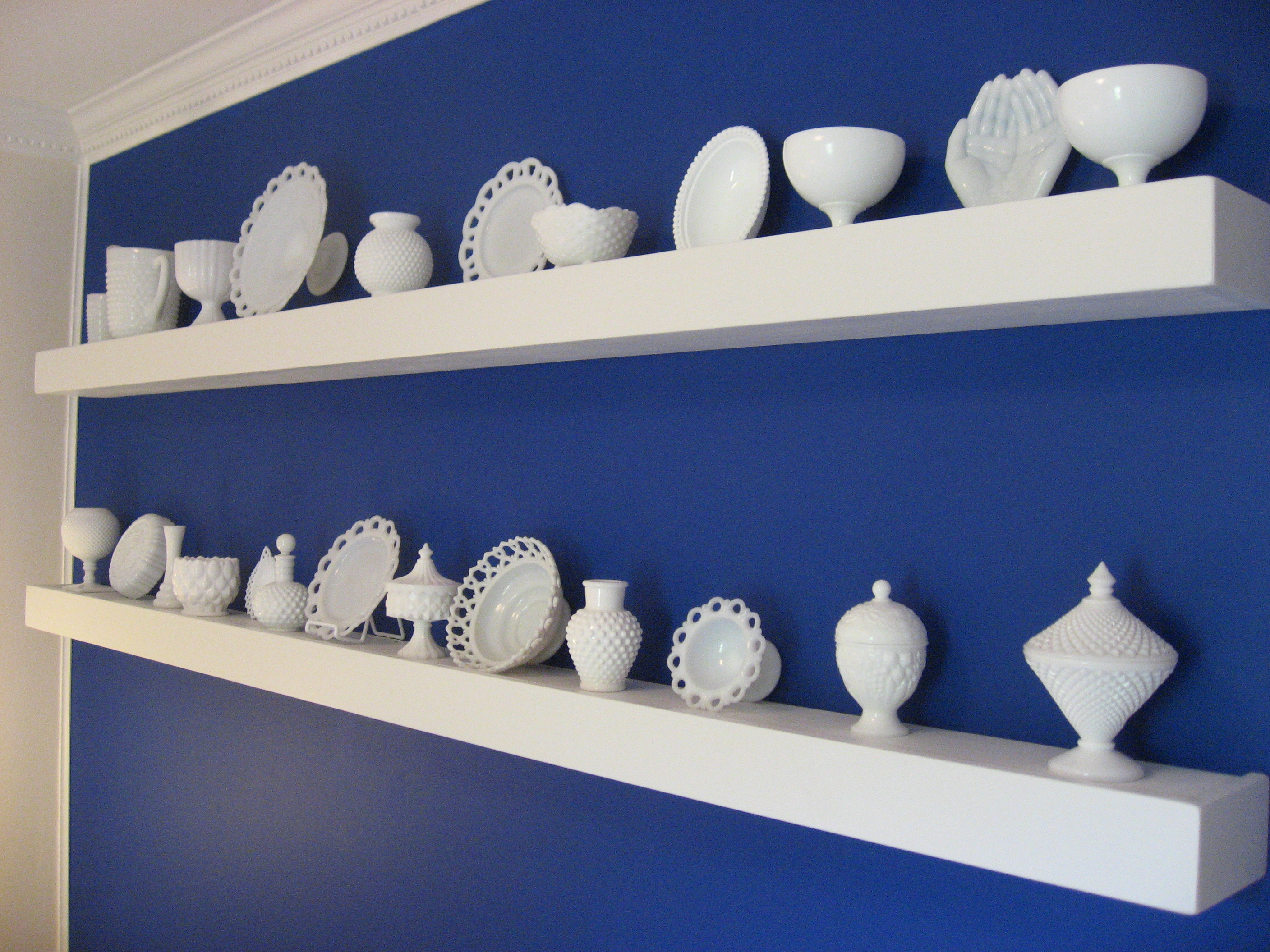
Una colección de vidrio opalino.

- Kanawha Glass Co.
- Fenton Glass Company
- Fostoria Glass Company
- Imperial Glass Company
- Mosser Glass
- Westmoreland Glass Company